# The Gun Club
The Gun Club was een Amerikaanse rockband uit Los Angeles. De groep bestond van 1980 tot 1996. De spilfiguur was de zanger-gitarist Jeffrey Lee Pierce. De groep hanteerde verschillende stijlen, die omschreven worden als deathrock, psychobilly, cowpunk, bluesrock en postpunk.

## Geschiedenis

### Ontstaan eerste jaren van de groep: 1980 - 1982
In 1978 richtte Jeffrey Lee Pierce zijn eerste groep op: The Red Lights. Datzelfde jaar ontmoette hij in de punkscene van Los Angeles ook Brian Tristan, die zich later Kid Congo Powers zou noemen. Pierce was een grote Blondie-fan en richtte in Los Angeles een Blondie-fanclub op. Hij verfde zijn haar zelfs wit en gaf het dezelfde snit als Debbie Harry. In 1979 werden The Cyclones opgericht, een rockabilly-band, met als eerste bezetting Jeffrey Lee Pierce (zang en gitaar), Brian Tristan (gitaar), Johnny Nation (basgitaar) en Brad Dunning (drums). Eind 1979 werd de naam van The Cyclones veranderd in Creeping Ritual. Don Snowden nam de plaats in van Johnny Nation als basgitarist. In april 1980 wijzigen ze op suggestie van Keith Morris hun naam nogmaals, ditmaal definitief in The Gun Club. Hun eerste concerttournee gaat langs Chinese restaurants van Los Angeles.
Reeds in juni 1980 verlieten Brad Dunning en Don Snowden de groep. In hun plaats kwamen Rob Ritter (basgitaar) en Terry Graham (drums). Zij kwamen over van de punkgroep The Bags, eveneens uit Los Angeles. Van september tot november 1980 werd Rob Ritter tijdelijk vervangen door Anna Statman op de basgitaar. Half november 1980 verliet gitarist Brian Tristan de groep. Hij ging bij The Cramps spelen en noemde zich vanaf dan Kid Congo Powers. Hij werd vervangen door Ward Dotson. Deze bezetting bleef ongewijzigd tot juni 1982. In 1981 trad The Gun Club onder meer een aantal keren op met The Cramps.
In juni 1982 verliet Rob Ritter de groep. Hij werd op de basgitaar vervangen door Patricia Morrison, die voordien eveneens actief was bij The Bags. De groep deed dezelfde maand het voorprogramma van Sparks. Annie Ungar werd dat jaar bij optredens regelmatig ingeschakeld als extra gitariste.
In oktober 1982 deed de groep een beperkte Europese tournee. The Gun Club trad onder meer driemaal op in Nederland: Eindhoven, Rotterdam en Amsterdam. Later dat jaar toerden ze in de Verenigde Staten, maar kregen regelmatig kritiek omdat Pierce en ook andere groepsleden volledig gedrogeerd of dronken op het podium stonden. Afgezien van het onder invloed zijn, repeteerde The Gun Club doorheen haar bestaan bijzonder weinig. De leden woonden vaak ook een eind van elkaar. De optredens schommelden dan ook heel erg in kwaliteit: van bijzonder goed tot bijzonder slecht. Regelmatig hadden ze de gewoonte om hun optreden te beginnen met minutenlange lawaaisessies en soms trompetgeschal van Pierce.
In december 1982 verlieten Terry Graham en Ward Dotson de groep. De twee "klassieke" albums van The Gun Club - Fire of Love en Miami - dateren uit deze eerste periode.

### 1983 - 1984
Begin 1983 vervoegden Jim Duckworth (gitaar) en Dee Pop (drums) de groep. Patricia Morrison werd gedurende enkele maanden vervangen door Jimmy Joe Uliana (bas), maar ze was wel aanwezig op de tweede Europese tour in maart - april 1983. In augustus 1983 vertrok Dee Pop en keerde Terry Graham terug. In september en oktober 1983 hield de groep een tournee in Australië. Terry Graham ging echter niet mee en Jim Duckworth verliet de groep definitief voor de start van de toer. Bij aanvang van de Australische tournee kwamen Spencer P.Jones (gitaar) en Billy Pommer Jr.(drums) tijdelijk de groep versterken. Eind september kwam Kid Congo Powers er ook terug bij. Na de Australische tournee kwam Terry Graham terug bij de groep en verdwenen de twee tijdelijke leden. De basisbezetting die dan tot eind oktober 1984 werd behouden bestond uit Pierce, Congo Powers, Morrison en Graham. Met deze bezetting werd het album The Las Vegas Story gemaakt. Hierop keerde de groep meer naar alternatieve rock in plaats van de punkblues van de eerste twee albums.
Tussen de buitenlandse tournees toerde de groep vrijwel constant in de Verenigde Staten en deed er onder meer het voorprogramma van Billy Idol. In juli 1984 deden ze het voorprogramma van Siouxsie and the Banshees. In september 1984 verhuisden Jeffrey Lee Pierce en Kid Congo Powers naar Londen. Op dat moment begon een nieuwe Europese tournee, waarbij terug Nederland en ook België werd aangedaan. Eind oktober 1984, nog tijdens de Europese toer, verliet Terry Graham de groep voorgoed nadat hij had vernomen dat de toer geen winst opleverde. In november 1984 vervoegde Desi Desperate de groep als drummer.
Ook in deze periode kwamen veel klachten over slechte optredens door drugs in alcohol. In december 1984 werd de groep ontbonden en begon Pierce een soloproject.

### 1986 - 1995
In oktober 1986 richtte Jeffrey Lee Pierce The Gun Club opnieuw op, zij het met een grotendeels nieuwe bezetting. Enkel hijzelf en Kid Congo Powers bleven over van de vorige groep - Pierce had zijn Debbie-Harry-kapsel intussen achter zich gelaten (later zou hij zijn haar toch weer platinablond verven). Romi Mori, de toenmalige vriendin van Pierce, speelde basgitaar en Nick Sanderson (voorheen van Clock DVA) drums. Deze bezetting bleef behouden tot 1990. De groep ging onmiddellijk op Europese tournee. Omdat Romi Mori in april 1987 een oogoperatie moest ondergaan in Japan, werd ze tijdelijk vervangen door Barry Adamson. Vanaf mei 1987 nam ze terug haar plaats in.
In oktober 1987 werd het album Mother Juno uitgebracht en in oktober 1990 Pastoral Hide and Seek.
In december 1990 verliet Nick Sanderson de groep. Hij werd kortstondig vervangen door verschillende drummers: onder meer Desi Desperate viel terug in, evenals Nigel Preston. Het daaropvolgende jaar was rustig voor de groep; in augustus 1991 werd het album Divinity uitgebracht. Vanaf maart 1992 ging de groep terug toeren met Simon Fish als drummer. Even later verliet Kid Congo Powers de groep om een eigen project te starten. Vanaf februari 1993 keerde Nick Sanderson terug als drummer. Rainer Lingk werd een tijdlang gitarist (april - juni 1993). In juni dat jaar verscheen het laatste studioalbum van The Gun Club: Lucky Jim. Vanaf oktober 1993 nam Robert Marche de gitaar over van Lingk.
In mei 1994 ging Romi Mori weg van Jeffrey Lee Pierce en de groep; ook Nick Sanderson vertrok. Van september tot november toerde de groep toch nog met naast Pierce en Marche als leden Efe als basgitarist en Simon Fish terug op de drums.
In augustus 1995 ging de groep terug optreden, met als samenstelling Jeffrey Lee Pierce, Kid Congo Powers, Mike Martt (gitaar), Randy Bradbury (bas) en Brock Avery (drums). Het allerlaatste optreden van The Gun Club vond plaats op 18 december 1995 in Los Angeles. Elisabeth Montague speelde er bas in plaats van Bradbury. Daarna werd Pierce opgenomen in een ziekenhuis. Begin 1996 was Pierce terug thuis en deed Kid Congo Powers zijn best om The Gun Club terug te activeren, doch tevergeefs.
Op 25 maart 1996 werd Jeffrey Lee Pierce bewusteloos gevonden. In het ziekenhuis bleef hij in coma tot hij stierf op 31 maart 1996.

## Waardering
Heel wat groepen en muzikanten hebben hun waardering voor The Gun Club geuit - vooral hun eerste album wordt daarbij vermeld. Jack White vermeldde ze bij zijn invloeden en zei: "Sex Beat, She's Like Heroin To Me, and For The Love of Ivy…why are these songs not taught in schools?" The White Stripes coverden ook enkele nummers van The Gun Club.
Chris Stein (van Blondie) was producer van enkele platen van The Gun Club en uitte zijn bewondering over de groep.
In 1998 verscheen een cover van Fire Spirit (een nummer van The Gun Club) als B-kant op een single van 16 Horsepower samen met Bertrand Cantat. Trentemøller bracht in 2012 een cover van My dreams uit als single.

## Albums
- Fire of Love (1981)
- Miami (1982), geproduceerd door Chris Stein van Blondie en met Deborah Harry als achtergrondzangeres op enkele nummers
- The Las Vegas Story (1984) - opgedragen aan Debbie Harry "for her love, help and encouragement"
- Mother Juno (1987)
- Pastoral Hide and Seek (1990)
- Divinity (1991)
- Lucky Jim (1993)

In de jaren 2000 werden heel wat albums van The Gun Club op cd uitgebracht.